# Shadowland
Shadowland je první album od španělské heavy metalové kapely s prvky neo-classical metalu, power metalu, progressive metalu, symphonic metalu Dark Moor.

## Seznam skladeb
1. "Shadowland" - 0:36
2. "Walhalla" - 6:57
3. "Dragon Into the Fire" - 5:05
4. "Calling on the Wind" - 5:04
5. "Magic Land" - 4:58
6. "Flying" - 6:40
7. "Time is the Avenger" - 7:11
8. "Born in the Dark" - 5:06
9. "The King's Sword" - 5:50
10. "The Call" - 6:51